# Sterzinger Miszellaneen-Handschrift
Die Sterzinger Miszellaneen-Handschrift ist eine wohl im ersten Jahrzehnt des 15. Jahrhunderts möglicherweise in Brixen in Südtirol zusammengestellte deutsch-lateinische literarische Sammelhandschrift. Die in südbairischem Mittelhochdeutsch geschriebene Handschrift umfasst 61 schmucklose Blätter ohne Buchmalerei. Die Texte weisen allerdings einen sehr bunten Inhalt von verschiedenen Autoren auf, unter anderem zahlreiche Lieder (siehe Liederhandschrift). Die Verwendung von Tönen der deutschen meisterlichen Liedtradition in gelehrt-lateinischem Kontext macht sie zu einem besonders wichtigen Zeugnis.
Im Einzelnen enthält die Miszellaneen-Handschrift folgende Texte:
- einige Lieder des Mönchs von Salzburg auf den Blättern 7v, 8v, 33v-34v, 41v, 42v-44r, 46r
- zwei Blätter mit Texten des Klerikers Freidank, Blatt 9v und 12v
- Lieder des Neidhart von Reuental auf den Blättern 35r, 36v-39r
- den Text 'Stiefmutter und Tochter' auf 39v-41v
- den Text 'Von alten Weibern' des Stefan Veltsperger, 44v-45v
- sowie weitere Neidhart-Lieder auf den Blättern 47r-61v

Die Handschriftensammlung befindet sich, nachdem sie nach 1944 offiziell verschollen war, wieder im Stadtarchiv Sterzing in Südtirol, wohin sie mit der Sammlung des Spieleorganisators Vigil Raber gelangt war.
Die Handschrift und Forschungsliteratur zu ihr wurden 2005 im Rahmen des Innsbrucker Projekts Austrian Literature Online digitalisiert.